# 向鼎
向鼎（？—？），字六神，四川重庆府涪州人。

## 生平
天啓元年（1621年）辛酉科四川乡试举人，天啓五年（1625年）乙丑科進士，六年授浙江长兴县知县，崇祯二年知县向鼎修筑清河关，视旧阔三尺。崇祯五年考选，以事被降一级。历任浙江按察司分守海道佥事，崇祯十三年任湖广分守上荆南兵备道，驻澧州，因政绩突出，被擢升为陕西潼关兵备道左参政。卸任归乡后，他为富得仁，乐善好施，周济贫人。有一年，涪州大旱，颗粒无收，哀鸿遍野，民不聊生，向鼎心情十分沉重，内心如焚，在与家人商量后，他私人代涪州百姓交纳一年赋税。
向鼎因多政绩、代输赋和捐资修建涪陵白塔（又称文峰塔）而载于《涪州志》。